# هاوارد گئورگی
 هاوارد گئورگی (انگلیسی: Howard Georgi؛ زاده ۶ ژانویهٔ ۱۹۴۷) یک فیزیک‌دان اهل ایالات متحده آمریکا است.